# Marte Berget
Marte Berget (30 giugno 1988) è un'ex calciatrice norvegese, di ruolo attaccante.

## Biografia
Marte Berget è sorella maggiore di Jo Inge, nato nel 1990, anch'egli calciatore.

## Palmarès

### Club
- Campionato norvegese: 3

LSK Kvinner: 2015, 2016, 2017
- Coppa di Norvegia: 2

LSK Kvinner: 2015, 2016